# Stadio Giuseppe Capozza
Lo stadio comunale Giuseppe Capozza è un impianto sportivo di Casarano (LE). Ospita le partite interne del Casarano.
Vi ha giocato più volte la nazionale italiana Under-21, contro l'Ungheria in amichevole e contro il Liechtenstein e l'Irlanda per le qualificazioni al campionato europeo di categoria.

## Storia
Lo stadio è intitolato a Giuseppe Capozza (1891-1944), un noto imprenditore cittadino.
Inizialmente il campo sportivo presentava la curva sud, la tribuna ovest coperta e la gradinata est. Nel 1987 il Capozza fu completamente ristrutturato: fu innalzato il settore dei distinti est e fu costruita la curva nord. Da una capienza di 5 000 posti si passò ai 6 200 posti a sedere totali.
Al Capozza si allenò la Juventus in attesa della partita contro il Lecce, valida per il campionato di Serie A 2011-2012.
Dal 2011 al 2012 fu utilizzato dalla nazionale italiana Under-21 come unico campo sul territorio italiano in cui far disputare le partite valide per la qualificazione al campionato europeo di categoria del 2013. Il 15 novembre 2011 il Capozza ospitò quindi la partita Italia-Ungheria Under-21, valevole per le suddette eliminatorie. Nell'occasione la nazionale azzurra si impose sulla compagine ungherese per 2-0. Il 6 settembre 2012 allo stadio Capozza la nazionale Under-21 sfidò, per lo stesso girone di qualificazione, la nazionale del Liechtenstein, vincendo la gara con il punteggio record di 7-0, e il 10 settembre l'Irlanda, perdendo per 2-4.

## Record
Quando ancora non era stato ristrutturato, nella stagione 1983-1984, in occasione di Casarano-Bari, nonostante la capienza ridotta, l'impianto registrò il record di presenze (6 500 spettatori). 
Dopo la ristrutturazione la partita che vide il maggior numero di spettatori fu il derby Casarano-Lecce dell'8 ottobre 1995, con più di 10 000 persone presenti allo stadio.